# Río Horcones
Río Horcones är ett vattendrag i Argentina. Det ligger i den norra delen av landet, 1 000 km nordväst om huvudstaden Buenos Aires.
I omgivningen kring Río Horcones växer i huvudsak lövfällande lövskog. Området är mycket glesbefolkat, med 3 invånare per kvadratkilometer.